# Фишер, Мэнди
Мэ́нди Фи́шер (англ. Mandy Fisher) — английская снукеристка, экс-первый номер женского мирового рейтинга. Действующий президент и экс-председатель WLBSA — всемирной ассоциации женского бильярда и снукера.

## Карьера
Лучшая часть игровой карьеры Мэнди пришлась на 1980-е года. Тогда она выиграла четыре турнира — Pontins Ladies Bowl (1980, 1981) и National Express Grand Prix (два этапа, оба в 1984), а также заняла второе место на чемпионате Великобритании (1987). В 1981 году она вышла в финал чемпионата мира, но в решающем матче уступила Вере Селби, 0:3. В 1984 Фишер стала победительницей чемпионата, однако эта её победа практически не упоминается в связи с альтернативным статусом того мирового первенства (победительницей «настоящего» чемпионата мира-1984 считается Стейси Хиллъярд). Официально высшим достижением на этом турнире для Фишер являются полуфиналы в 1987 и 1988 годах.
В 1981 году Мэнди стала одним из основателей WLBSA, одновременно заняв должность главы организации. С тех пор она, будучи председателем ассоциации и директором турниров под эгидой WLBSA, бессменно руководила делами женского снукера и бильярда на протяжении 30 лет, оставив пост председателя лишь в 2011. В то же время она продолжает выступать на различных турнирах, в частности, среди ветеранов: в 2003 году она стала чемпионкой мира в старшей возрастной категории. Кроме того, она продолжает работать президентом WLBSA.
Наряду со своей должностью в WLBSA, Мэнди Фишер является медицинским работником.